# Јењић (Доњи Жабар)
Јењић је насељено мјесто у општини Доњи Жабар, Република Српска, БиХ. Према попису становништва из 2013. године, у насељу је живјело 64 становника.

## Становништво
Према попису становништва из 1991. године, мјесто је имало 290 становника.
| Демографија- | Демографија- | Демографија- |
| Година       | Становника   | Становника   |
| ------------ | ------------ | ------------ |
| 1981.        | 0            |              |
| 1991.        | 290          |              |
| 2013.        | 64           |              |